# Чубов Юхим Федорович
Чубов Юхим Федорович (нар. 2 лютого 1903, с. Анчекрак — пом. 3 лютого 1982 р., м. Миколаїв) — кандидат технічних наук, інженер-підполковник, директор Миколаївського кораблебудівного інституту з 1940 по 1965 рр.

## Біографія
Чубов Юхим Федорович народився 2 лютого 1903 р. в селі Анчекрак Анчекрак-Іллінської волості Одеського повіту Херсонської губернії в селянській родині. У дитинстві був пастухом. Після закінчення початкової сільської школи в 1919 р. стає діловодом волосного військового комітету, потім військовим комісаром і головою волосного військового комітету.
З 1923 по 1925 рр. Юхим Федорович — завідувач районним відділом культури, секретар Очаківського райвиконкому, з 1925 р. — студент Миколаївського інституту народної освіти. Після закінчення двох його курсів (1925—1927 рр.) вступає на перший курс Миколаївського кораблебудівного інституту.
У 1931 р. закінчує МКІ зі званням «інженер-механік» за фахом «Паротурбобудування» і вступає до аспірантури інституту. Після закінчення аспірантури призначений старшим викладачем МКІ з дисципліни «Опір матеріалів».
У листопаді-грудні 1932 р. і січні-березні 1935 р. виконує обов'язки директора МКІ. У цей час владою було здійснено спробу закрити МКІ, і Ю. Ф. Чубову належить велика заслуга в його збереженні: він бере активну участь у відстоюванні права інституту на існування (неодноразово виїжджає до Москви з цього питання, домагається підтримки партійних і громадських організацій).
З 1940 по 1965 рр. — директор МКІ. Ю. Ф. Чубов був першим його керівником, який закінчив цей навчальний заклад.
У 1940 р. при безпосередній участі Ю. Ф. Чубова була затверджена генеральна перспектива побудови комплексу будівель МКІ в районі Варварівка.
У 1941 р. організовує евакуацію МКІ з Миколаєва спочатку до м. Сталінград (нині м. Волгоград), потім — до м. Пржевальськ (нині — Каракол, Киргизія). Очолювала цю роботу призначена Ю. Ф. Чубовим спеціальна бригада в складі викладачів і співробітників МКІ: А. І. Картави, М. Ф. Чулкова, І. Д. Лясковського, С. Ф. Вовчарука, Ф. П. Самохлеба, А. Е. Колесникова.
У 1942—1944 рр. займається організацією роботи і життя викладачів і студентів МКІ в евакуації у м. Пржевальськ. Заняття студентів почалися 9 лютого 1942 р. У Пржевальську був проведений новий набір на перший курс, після чого загальна кількість студентів склала 257 осіб, з них на першому курсі — 45, другому — 12, третьому — 15, четвертому — 104, п'ятому — 81. За воєнні роки в Пржевальську інститутом було випущено 375 молодих фахівців.
У червні 1944 р. після визволення Миколаєва від фашистських загарбників (28 березня 1944 р.) директор інституту інженер-майор Ю. Ф. Чубов повертається до міста й очолює роботи з відновлення МКІ після реевакуації. Основні роботи розгорнулися з 1945 р. за п'ятирічним планом відновлення і розвитку інституту. На ці цілі було виділено 36,5 млн руб. До середини 1946 р. силами інституту введені в дію такі лабораторії, як електротехнічна, фізична, хімічна та опору матеріалів, механічний цех на 30 верстатів, столярно-шлюпковий і судномодельний цехи навчально-виробничих майстерень, кабінети графіки, дипломного проектування, кабінет військово-морської підготовки, великий спортзал. Книжковий фонд бібліотеки зріс до 20 тис. томів. До кінця 1947 р. головні будівлі інституту були відновлені. А в 1950 р. інститут вже мав приміщення загальною площею 14569,5 кв. м, а також гуртожиток на 400 осіб.
З 1948 р. Ю. Ф. Чубов працює в галузі досліджень загасання коливань у суднобудівних сталях — проблеми, пов'язаної з розрахунками суднової вібрації.
У 1950 р. захищає кандидатську дисертацію.
У 1951 р. Ю. Ф. Чубова затверджено у вченому званні доцента.
За 1956—1960 рр. відбулося майже трикратне збільшення числа фахівців, що випускаються в МКІ.
У 1961—1967 рр. під керівництвом Ю. Ф. Чубова йде будівництво гуртожитку і нового корпусу МКІ в районі Пєсков (зараз просп. Центральний).
8 лютого 1965 р. виходить на пенсію.
3 лютого 1982 р. пішов з життя після важкої хвороби.

## Наукова діяльність
У 1935 р. Юхим Федорович у механічній лабораторії Ленінградського інституту інженерів комунального будівництва провів випробування складових швелерних балок з метою підтвердження гіпотези плоского перерізу і встановлення закону розподілу напружень в області пластичних деформацій при поперечному вигині балок. Ним була спроектована спеціальна установка для випробування балок способом безпосереднього навантаження водою при лабораторії опору матеріалів.
У 1936 р. Ю. Ф. Чубов проходить курс підготовки з оптичного методу дослідження напружень при науково-дослідному інституті математики і механіки Ленінградського державного університету. Вивчає теорію гармонійних коливань, хвильову теорію світла, кристалооптику, теорію пружності і постановку практичних завдань з оптичного методу визначення напружень.
У 1939 р. Ю. Ф. Чубов за запитом суднобудівного заводу № 200 (нині Державне підприємство «Миколаївський суднобудівний завод») провів натурні випробування з перевірки розрахункових напружень у конструкціях плавучого дока вантажопідйомністю 5000 т при спуску. У той же час під керівництвом завідувача кафедри опору матеріалів доцента А. Я. Золоторьова він проводить експериментальну перевірку напружень у днищі і баштах дока при випробуваннях на міцність його конструкцій. Експеримент включав у себе імітацію постановки дока на підошву хвилі шляхом баластування на тихій воді. У 1938—1939 рр. бере участь у науково-дослідних роботах кафедри опору матеріалів з вивчення мастильних матеріалів, що застосовуються під час спуску суден, і механічних якостей суднобудівних сталей з метою зменшення ваги суднових конструкцій.
У 1939—1940 рр. працює вченим секретарем Миколаївського відділення Всесоюзного наукового інженерно-технічного товариства суднобудування (ВНІТТС). Президія товариства в особі академіка О. М. Крилова відзначила діяльність Ю. Ф. Чубова і в 1939 р. представила його на Сталінську стипендію для талановитих учених.
З 1948 р. Ю. Ф. Чубов працює в галузі досліджень загасання коливань у суднобудівних сталях — проблеми, пов'язаної з розрахунками суднової вібрації. У 1950 р. Юхим Федорович у вченій раді Одеського політехнічного інституту успішно захищає кандидатську дисертацію на тему «Влияние затухания на резонансные амплитуды при поперечных колебаниях стержней, выполненных из судостроительных сталей» і отримує вчений ступінь кандидата технічних наук.

## Нагороди
Два ордени Трудового Червоного Прапора, орден Червоної Зірки, орден «Знак Почета», медалі «За победу над Германией в Великой Отечественной войне 1941—1945 гг.», «За доблестный труд в Великой Отечественной войне 1941—1945 гг.» та ін.

## Роботи
Кандидатська дисертація і дві рукописних статті були здані в конструкторське бюро Суднобудівного заводу імені 61 комунара (зараз Державне підприємство «Миколаївський суднобудівний завод») як спеціально виконані.